# Carcaboso
Carcaboso (extremadurai nyelven El Carcavosu) település Spanyolországban, Cáceres tartományban. Carcaboso Aldehuela de Jerte, Galisteo, Valdeobispo és Plasencia községekkel határos. Lakosainak száma 1069 fő (2024).

## Népesség
A település népessége az elmúlt években az alábbi módon változott:
| Lakosok száma | 1092 | 1041 | 972  | 1108 | 1160 | 1122 | 1123 | 1100 | 1080 | 1069 |
|               | 2001 | 2004 | 2006 | 2009 | 2011 | 2014 | 2016 | 2019 | 2021 | 2024 |